# Beta Pyxidis
Beta Pyxidis (β Pyxidis, β Pyx) è la seconda stella più brillante della costellazione della Bussola. Situata a circa 416 anni luce dalla Terra, la sua magnitudine apparente è +3,97.

## Caratteristiche fisiche
Lo spettro di questa stella, G7Ib-II, corrisponde a quello di una supergigante gialla o di una gigante brillante gialla. Il diametro angolare misurato tramite interferometria è pari a 2,05 ± 0,14 mas, che, alla distanza della stella stimata dal satellite Hipparcos, si traduce in una dimensione fisica reale pari a circa 28 volte il raggio del Sole. La temperatura superficiale è di circa 5.200 K, che gli conferisce il caratteristico colore giallo di una stella di tipo G. 